# 431 Нефела
431 Нефела (431 Nephele) — астероїд головного поясу, відкритий 18 грудня 1897 року Огюстом Шарлуа у Ніцці.
Тіссеранів параметр щодо Юпітера — 3,187.